# Parc naturel régional Loire-Anjou-Touraine
 (novembre 2009).
Si vous disposez d'ouvrages ou d'articles de référence ou si vous connaissez des sites web de qualité traitant du thème abordé ici, merci de compléter l'article en donnant les références utiles à sa vérifiabilité et en les liant à la section « Notes et références ».
Le parc naturel régional Loire-Anjou-Touraine est un parc naturel régional français créé en 1996, situé entre Tours et Angers, entre les départements d'Indre-et-Loire et de Maine-et-Loire. Contrairement à la plupart des parcs naturels français, et comme son nom hybride l'indique, il ne s'inscrit pas particulièrement sur une zone géographique à forte cohésion culturelle ou géophysique, bien qu'il s'articule autour de la vallée de la Loire, sur un secteur partagé entre le Val de Loire tourangeau et la Basse-Loire angevine, et que les problématiques environnementales s'imposant au territoire soient très largement axées autour de la gestion du fleuve.
Le territoire du parc est également caractérisé par un très riche patrimoine architectural en raison de sa localisation dans l'ouest de la région des châteaux de la Loire (Saumur, Ussé, Montsoreau, Chinon, Azay-le-Rideau, Langeais, Villandry).

## Historique
Le parc naturel régional Loire - Anjou - Touraine a été créé en 1996 et a été renouvelé par un décret du 22 mai 2008 pour une durée de 12 années. Il regroupe 116 communes et concerne deux départements (Indre-et-Loire, Maine-et-Loire) et deux régions (Centre-Val de Loire et Pays de la Loire).
Sa mission est de préserver, protéger et valoriser son patrimoine, notamment le fleuve et ses rives, tout en favorisant un développement économique et social harmonieux du territoire.
En 2000, une partie notable du Val de Loire, dont celle du parc naturel régional, a de plus été inscrite sur la liste des sites du patrimoine mondial de l'UNESCO.

## Description

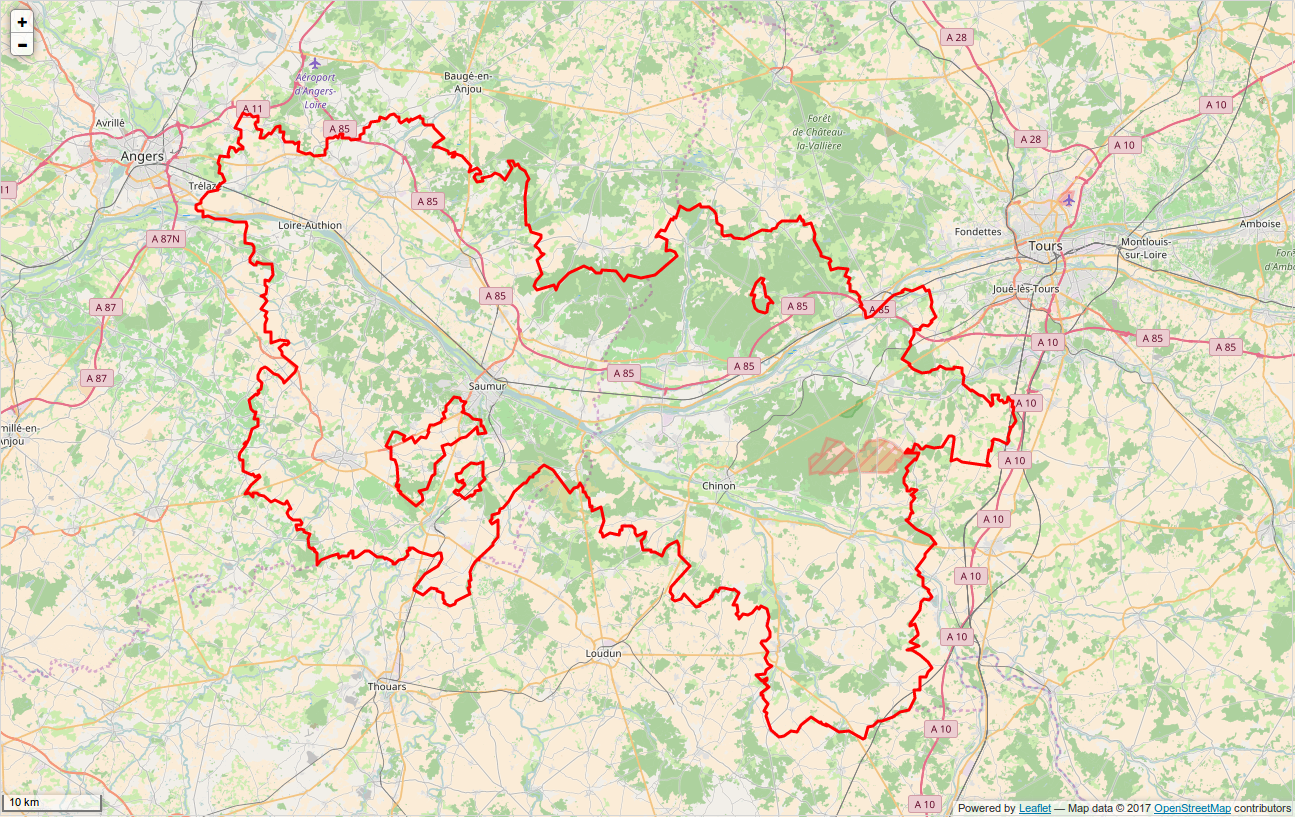
Périmètre du PNR.

Plus de 200 espèces d’oiseaux sont inventoriées. Parmi les mammifères, il faut signaler le castor d’Europe, qui recolonise la Loire et ses affluents depuis sa réintroduction dans le Loiret dans les années 1970. Le saumon et l’alose, ces deux grands migrateurs emblématiques de la Loire, font également partie de l’histoire de la région.
L’image des pays ligériens associe deux pierres taillées de mains d’homme : l’ardoise et le tuffeau. Cette pierre calcaire d’un blanc crayeux donne leur blondeur aux plus beaux villages de France et aux monuments de la région (plus de 400 sont protégés sur le territoire du parc).
Issu d’une volonté locale, le parc est un instrument mis à la disposition des habitants pour préparer l’avenir et développer de nouveaux savoir-faire. Exemples d’actions menées par le parc et ses partenaires depuis 1996 : des études de restauration et de gestion de sites écologiques, des conseils architecturaux et paysagers pour les particuliers et les collectivités, des animations de découverte pour les enfants, des actions de sensibilisation et d’information en direction du grand public, des opérations de promotion de l’emploi soutenues par l'Union Européenne…
D'autres aspects de son action sont sans doute plus polémiques.

## Maison du parc
Le parc accueille le public dans sa Maison à Montsoreau ; à travers de nombreuses animations ludiques et interactives, ce lieu informe sur le parc et ses actions de sensibilisation : les activités de découverte, les sentiers d’interprétation, les hébergements nature & patrimoine etc.
Inauguré en 2008, le bâtiment est construit pour que son impact sur l’environnement soit aussi faible que possible : gestion raisonnée de l’énergie et de l’eau, confort des usagers, procédés et matériaux de construction écologique…
Un lieu plein de ressources :
- exposition permanente « Gens de peu, gens de biens qui font du beau ». D’hier à aujourd’hui, plongez-vous dans l’histoire d’un paysage ou plutôt de paysages qui donnent à notre région toute sa beauté et sa renommée. Un jeune pêcheur, une bergère, un seigneur, un braconnier et un carrier vous font découvrir leur lieu de vie…
- expositions temporaires,
- office de tourisme,
- salle pédagogique,
- boutique,
- jardin et tables de pique-nique,
- point de départ de sorties accompagnées, circuits pédestres, VTT et équestres.

## Les communes adhérentes
Les communes adhérentes au parc naturel régional Loire-Anjou-Touraine sont :

### Communes deMaine-et-Loire
- Allonnes
- Ambillou-Château
- Andard
- Antoigné
- Artannes-sur-Thouet
- Beaufort-en-Vallée
- Blaison-Gohier
- Blou
- Brain-sur-Allonnes
- Brain-sur-l'Authion
- Brézé
- Brigné
- Brion
- Brossay
- Chacé
- Chemellier
- Chênehutte-Trèves-Cunault
- Concourson-sur-Layon
- Corné
- Coutures
- Dénezé-sous-Doué
- Doué-la-Fontaine
- Fontaine-Guérin
- Fontevraud-l'Abbaye
- Forges
- Gée
- Gennes
- Grézillé
- La Bohalle
- La Breille-les-Pins
- La Daguenière
- La Ménitré
- Le Coudray-Macouard
- Le Puy-Notre-Dame
- Le Thoureil
- Les Rosiers-sur-Loire
- Les Ulmes
- Les Verchers-sur-Layon
- Longué-Jumelles
- Louerre
- Louresse-Rochemenier
- Mazé
- Meigné-sous-Doué
- Montfort
- Montreuil-Bellay
- Montsoreau
- Neuillé
- Parnay
- Rou-Marson
- Saint-Clément-des-Levées
- Saint-Cyr-en-Bourg
- Saint-Georges-des-Sept-Voies
- Saint-Georges-du-Bois
- Saint-Georges-sur-Layon
- Saint-Macaire-du-Bois
- Saint-Martin-de-la-Place
- Saint-Mathurin-sur-Loire
- Saint-Philbert-du-Peuple
- Saint-Rémy-la-Varenne
- Saumur
- Souzay-Champigny
- Turquant
- Varennes-sur-Loire
- Varrains
- Vaudelnay
- Verrie
- Villebernier
- Vivy

### Communes d'Indre-et-Loire
- Anché
- Assay
- Avoine
- Avon-les-Roches
- Avrillé-les-Ponceaux
- Azay-le-Rideau
- Beaumont-en-Véron
- Benais
- Bourgueil
- Braslou
- Braye-sous-Faye
- Bréhémont
- Brizay
- Candes-Saint-Martin
- Champigny-sur-Veude
- Chaveignes
- Cheille
- Chezelles
- Chinon
- Chouzé-sur-Loire
- Cinais
- Continvoir
- Courcoué
- Couziers
- Cravant-les-Côteaux
- Crissay-sur-Manse
- Crouzilles
- Faye-la-Vineuse
- Gizeux
- Huismes
- Ingrandes-de-Touraine
- Jaulnay
- L'Île-Bouchard
- La Chapelle-aux-Naux
- La Chapelle-sur-Loire
- La Roche-Clermault
- La Tour-Saint-Gelin
- Langeais
- Lémeré
- Lerné
- Lignières-de-Touraine
- Ligré
- Luzé
- Marçay
- Marigny-Marmande
- Panzoult
- Parçay-sur-Vienne
- Pont-de-Ruan
- Razines
- Restigné
- Richelieu
- Rigny-Ussé
- Rilly-sur-Vienne
- Rivarennes
- Rivière
- Saché
- Saint-Benoît-la-Forêt
- Saint-Germain-sur-Vienne
- Saint-Michel-sur-Loire
- Saint-Nicolas-de-Bourgueil
- Saint-Patrice
- Savigny-en-Véron
- Sazilly
- Seuilly
- Tavant
- Theneuil
- Thilouze
- Thizay
- Trogues
- Vallères
- Verneuil-le-Château
- Villaines-les-Rochers
- Villandry